# Los reporteros (Canal Sur)
Los reporteros es un programa de televisión emitido por Canal Sur Televisión desde el 15 de enero de 1990 con periodicidad semanal.

## Formato
El programa lleva ya más de 1 500 programas y 10 000 reportajes de producción propia emitidos, que lo han convertido en uno de los programas más estables de la televisión española. 
Su estructura habitual suele ser de dos reportajes por programa (15 minutos cada uno), siendo la duración total del programa de 30 minutos y se emiten tres o cuatro monográficos al año.
Aunque al comienzo se adoptó el modelo de otros programas de reportajes ya clásicos, Los reporteros ha ido poco a poco creando su propia identidad. La escrupulosa selección de temas tanto de actualidad como intemporales ha sido una de sus características. Los más frecuentes son los de denuncia social y derechos humanos pero sin despreciar nunca otros temas: internacionales, nacionales o locales, que se consideran de interés general. 
Con 35 años de emisión, el programa Los reporteros ha colaborado en varios proyectos internacionales junto a otras cadenas públicas europeas y ha sido reconocido con más de 50 premios.